# 成宮はるあ
乃木 はるか（のぎ はるか、1991年7月30日 - ）は、日本のAV女優。ディクレア（現 ライト）所属。

## 略歴
2015年9月、S1専属女優の「陽咲希美（ひなた のぞみ）」としてAVデビュー。
2015年12月、「成宮はるあ」に改名しプレステージ専属となる。3作品に出演後、専属を離れる。
2018年10月29日の公式ツイッターで「一ノ木ありさ（いちのきありさ）」への改名を報告。ただ出演は1作品のみで、2019年4月に所属事務所をACTに移し「葵律（あおい りつ）」に改名するも目立った活動なはし。
2020年9月、「乃木はるか（のぎ はるか）」として活動を再開。LIGHT所属。

## 人物
東京都出身。
趣味は旅行、特技はピアノと空手道。

## 出演作品

### 「陽咲希美」名義

#### イメージDVD
- 『AV無理』（2015年7月1日、未満）

#### アダルトDVD
2015年
- 新人 NO.1STYLE 陽咲希美 AVデビュー（9月19日、S1）
- S級女優の男を骨抜きにする極上SEXテクニック（10月19日、S1）
- 超高級風俗嬢（11月19日、S1）

### 「成宮はるあ」名義

#### アダルトDVD
2015年
- 天然成分由来 成宮はるあ汁120% 成宮はるあの体液（12月19日、プレステージ）

2016年
- 絶頂ランジェリーナ 10（1月20日、プレステージ）
- 近所に住んでるセックスの神様（2月19日、プレステージ）
- ボイン大好きしょう太くんのHなイタズラ 成宮はるあの巨乳セクシーレポーター編（3月3日、グローリークエスト）
- 連続吐精処置クリニック 性交・口淫・手淫でやさしく、忙しく24時間精液採取（3月5日、SODクリエイト）共演:羽田璃子、椿かなめ
- ファーストフードナンパ 01 in 新宿 はるあ 23歳 化粧品の販売員（3月6日、ナンパTV）
- ARA はるあ 　はるあ 23歳 ファミレスのウェイトレス（3月9日、ARA(AV撮影募集に応募してきた素人の軌跡)）
- 舞ワイフ No.620 東 美奈 25歳（3月16日、CELEB CLUB）
- 「デッサンモデル募集」で集まった一般女性が合体ハレンチ水着体験 “おま●こパックリ”の下品なポーズから生ち○ぽ結合!中出し!の羞恥絵画教室 Fカップ以上の巨乳お姉さん編（4月7日、SODクリエイト）他出演:三喜本のぞみ、菅野さゆき ほか
- 四畳半同棲ブルース はるあ23歳（4月8日、FIRST STAR）
- 人間廃業×黒人（4月13日、アリスJAPAN）
- Hカップ巨乳女子大生と真っ昼間からアブない飲酒中出し交遊録 1 in高田馬場（4月19日、キチックス）
- パーフェクト過ぎる美人妻をガチで口説いて本番ドキュメント 5（5月13日、S級素人）
- 肉感猥尻 Fetishist 16 (5月23日、メディア総販ソレイル)
- ミス・ランジェリーナ Ⅲ 高級コールガールの淫靡なランジェリーと濃密な性交4時間（6月10日、ケイ・エム・プロデュース）共演:篠田ゆう、浜崎真緒、木南日菜、斉藤みゆ
- 「何で動かすの！挿っちゃうからダメ！！」ボクの家庭教師は超巨乳過ぎていつも胸の谷間が見えています！！毎度毎度、胸の谷間で勃起！！さすがに毎回勃起していたら先生に気づかれてしまいヤバイと思ったけど正直に話したら不憫に思った先生が…（6月19日、Hunter）共演:香山美桜、折原ほのか
- チ○ポを擦りつけるだけなら絶対に気づかれない世界 (6月23日、ROCKET) 他出演:仁美まどか、卯水咲流
- 目覚めたらあの人はもう居なかった…。(6月25日、マドンナ)
- 舞ワイフ セレブ倶楽部  88 (7月21日、AROUND) ※「東 美奈」名義 他出演:水城えま ※「今泉 唯」名義
- 若くしてこんなカラダしてどうしようもない。セックスするしかない。 (8月12日、バルタン)
- けむり温泉で開放的になった美女がハマる! 回春オイルマッサージ 2（8月19日、マッサGoGo!!）他出演:西川ゆい、鈴屋いちご、さくらみゆき
- 本物中出し 完全ノーカット 究極の挿れっぱなし乱姦 (8月25日、ダスッ!)
- 中出し人妻不倫旅行 (9月1日、ビッグモーカル) ※「AV OPEN 2016」 ドラマ・ドキュメンタリー部門 エントリー作品
- 爆乳ノーブラ女子社員と中出し一夫多妻勤務 (9月1日、Fitch) 共演:七草ちとせ、春菜はな、笹倉杏 ※「AV OPEN 2016」女優部門 エントリー作品
- 「ナマではいっちゃった!」爆乳デリ嬢のオイル素股でチ○ポをマ○コに擦り付けてたら思わずフル勃起からのナマ挿入! (9月1日、グローリークエスト) 他出演:水野朝陽、保坂えり、西条沙羅、KAORI、小早川怜子、篠田あゆみ、保志美あすか、霧島さくら、小西みか、 ※ 「AV OPEN 2016」企画部門　エントリー作品
- 快楽を求めて貪り合う、コスプレ巨乳美女の濃厚SEX (9月30日、ZIZ)
- モニタリング 欲求不満巨乳人妻×性欲旺盛体育会系男子学生 初対面で密室に二人っきりでの密着オイルエステ体験!! 大人の色気漂う豊満おっぱいに触れた瞬間学生チ●ポはガチ勃起!!（10月20日、SODクリエイト）他出演:二階堂ゆり、柿谷ひかる、春日部このは、三島奈津子
- 種付け専用巨乳メイド 1対6 150分中出し 僕の子供を妊娠するために派遣されたメイドとの共同生活（11月19日、OPPAI）共演:二階堂ゆり、里美まゆ、桜乃ゆいな、小坂みすず、愛咲えな
- 奥さんの事情は…カラダ (11月24日、タカラ映像)
- 成宮はるあの爆乳劇場 Hcup!97cm (12月1日、プラネットプラス)
- こ〜んなシチュエーション 男だったらきゅんきゅんし過ぎて萌死ぬ?! 見ると彼女が無性に欲しくなるAV (12月8日、カルマ)
- 僕のねとられ話しを聞いてほしい 書道教室で助平で高名な師範の太筆で寝盗られた妻 (12月13日、JET映像)

2017年
- 義父に求められ続け堕ちた私 夫の事を愛していたはずなのに… (1月19日、ヒビノ)
- 一般男女モニタリングAV 巨乳の女子社員がスケベなコスチュームで上司への過激な超密着型回春マッサージに挑戦! (1月19日、ディープス) 他出演:三原ほのか
- 絶頂ランジェリーナ 10 (1月20日、プレステージ)
- はだかの家政婦 全裸家政婦紹介所 (2月1日、プラネットプラス)
- デリヘル呼んだら弟のギャル嫁 (2月13日、ギャルドッキュン)
- もしも爆乳マッサージ師にセンズリを見せつけたら!?VOL.3  (3月10日、クリスタル映像/UMANAMI) 他出演:甘良しずく、若槻みづな、水澤りこ
- 歌舞伎町 セレブ淑女がハマるホストオイルマッサージ (3月24日、プレステージ) 他出演:富田麗子、咲羽優衣香、坂井亜美
- 新奴隷城 (4月7日、アタッカーズ) 共演:月島ななこ、朝桐光
- ヤリマン主婦だらけ!?淫乱若妻マンション Vol.2 夫の横で乱れまくる若妻たち (4月13日、アクアモール/HERO) 他出演:江上しほ、宮崎あや

2018年
- 友カノの寝取り顔を黙って売ってます (11月30日、NON)
- 理想のママになってアゲル (11月30日、光夜蝶)

2019年
- 恥ずかしい肉となじって下さい (1月4日、NON)
- 真面目がゆえに無防備なストッキングの誘惑に大興奮! 魅力的な商品にするため社員自らが試着し蒸れた下半身を見せつけて僕の勃起を誘う女だらけのパンスト開発部!（2月1日、Fitch）共演:持田栞里、望月りさ、深田結梨、夢咲ひなみ

### 「一ノ木ありさ」名義

#### アダルトDVD
2019年
- 一ノ木ありさデビュー 「あなた…ごめんなさい」私、夫よりもお義父さんの精子で満たされています。 (2月26日、h.m.p DORAMA)

### 「乃木はるか」名義

#### アダルトDVD
2021年
- おしっこ114連発 98人（9月2日、グローリークエスト）

## グラビア
2016年
- デジグラ 成宮はるあ（3月30日、デジグラ）